# 杨小仲
杨小仲（1899年—1969年），原名杨保泰，艺名羼提生，男，江苏常州人，中国电影导演、剧作家，曾任中国电影工作者协会理事。